# Vismarkt 4 (Utrecht)
Het gebouw aan de Vismarkt 4 is een rijksmonument in de Utrechtse binnenstad. Rond het eind van de 20e eeuw was dit gebouw aan de Vismarkt ruim 10 jaar lang een kraakpand, dat kortweg bekendstond als de Vismarkt.

## Geschiedenis
De opzet van het gebouw dateert uit de middeleeuwen. In latere periodes is het diverse malen gedeeltelijk aangepast. Uitwendig is vandaag de dag de middeleeuwse structuur niet meer te zien omdat in de 17e en vanaf de 19e eeuw de dakvorm en voorgevel werden gewijzigd. Het pand heeft een overkluisde kelder die is uitgevoerd als een tongewelf.
Tot 1970 was Vismarkt 4/5 een vishandel. Met de sluiting kwam een einde aan vijf generaties De Voest die er een winkel hielden. Daarna is het enige jaren in gebruik geweest als uitzendbureau, om vervolgens jarenlang leeg te staan door een familievete tussen de erfgenamen.

### Gekraakt
In 1992 werd het kortstondig gekraakt. Op 8 april 1993 werd het uit protest tegen de nieuwe Leegstandswet voor de tweede maal gekraakt. Het pand, inmiddels van binnen kaal gesloopt, werd in gebruik genomen als woonruimte voor ongeveer 10 bewoners, maar de Vismarkt werd vooral bekend door het restaurant en de café- en tekno-avonden en concerten. Door de centrale ligging werd de Vismarkt een belangrijk (maar kleinschalig) cultuur- en ontmoetingscentrum, niet alleen voor krakers en alternatievelingen, maar ook voor een breder publiek. Het verjaarfeest in april werd altijd druk bezocht. De activiteiten besloegen vaak drie dagen. Op 3 april 2003 trad Armand op tijdens het 10-jarig jubileum.
In 2004 werd het aantal bewoners beperkt op last van de brandweer. Het pand was tevens een prominent element in de Hollekiezenaanpak van de gemeente, waarbij verkrotting werd aangepakt, maar vooral ook kraakpanden. Op 8 april 2005 werd het pand eerder dan verwacht door de politie ontruimd, een dag na een demonstratie tegen de aanstaande ontruiming van de Vismarkt en de Dump aan het Vredenburg. De verbouwing schoot niet op. In augustus 2006 werd het pand enkele dagen nogmaals gekraakt. Hoewel de krakers toestemming hadden om nog enkele dagen langer te blijven, werd het pand onverwacht ontruimd. Daarna werd het pand verbouwd tot filiaal van de CoffeeCompany. Uit onvrede over het gemis aan de culturele activiteiten van de Vismarkt en de Dump werd het Counter Culture Festival opgericht.